# Powiat żytomierski (gubernia wołyńska)
Powiat żytomierski dawny powiat zajmujący południowo-wschodnią część guberni wołyńskiej Imperium Rosyjskiego. Najmniejszy z powiatów tej guberni. Siedziba powiatu była w Żytomierzu.
Był kontynuacją tożsamego powiatu w województwie kijowskim.
Miejscowościami gminnymi były:
1. Andruszówka
2. Barasze(inne języki)
3. Bieżów(inne języki)
4. Horoszki
5. Dawidówka(inne języki)
6. Karpowce(inne języki)
7. Kodnia
8. Kotelnia
9. Krasnopol
10. Krasnosiółka
11. Łowkowo(inne języki)
12. Leszczyn(inne języki)
13. Motowidłówka
14. Ozadówka(inne języki)
15. Puliny
16. Piątka
17. Sołotwin(inne języki)
18. Trojanów
19. Uszomierz
20. Fasów(inne języki)
21. Czerniachów
22. Cudnów
23. Januszpol